# Charlottenburg-Wilmersdorf
Charlottenburg-Wilmersdorf je čtvrtý městský obvod Berlína, který vznikl v roce 2001 sloučením obvodů Charlottenburg a Wilmersdorf.

## Základní informace
Obvod byl centrem bývalého Západního Berlína. V obvodu se mimo jiné nachází Technická univerzita, Berlínská univerzita umění, Berlínská opera, Olympijský stadion nebo soubor obytných budov Autobahnüberbauung Schlangenbader Strasse.

## Další členění
Charlottenburg-Wilmersdorf se dělí na sedm lokalit:
- Charlottenburg
- Charlottenburg-Nord
- Grunewald
- Halensee
- Schmargendorf
- Westend
- Wilmersdorf

## Partnerská města

### Charlottenburg
- Bad Iburg, Německo od roku 1980
- Budapešť, Maďarsko od roku 1998
- Lewisham, Anglie od roku 1968
- Linec, Rakousko od roku 1995
- Mannheim, Německo od roku 1962
- Or Jehuda, Izrael od roku 1966
- Trento, Itálie od roku 1966

### Wilmersdorf
- Apeldoorn, Nizozemsko od roku 1968
- Gagny, Francie od roku 1992
- Gladsaxe, Dánsko od roku 1968
- Karmiel, Izrael od roku 1985
- Pechersk, Ukrajina od roku 1991
- Miedryrzecz, Polsko od roku 1993
- Minden, Německo od roku 1968
- Split, Chorvatsko od roku 1970